# Louis Partridge

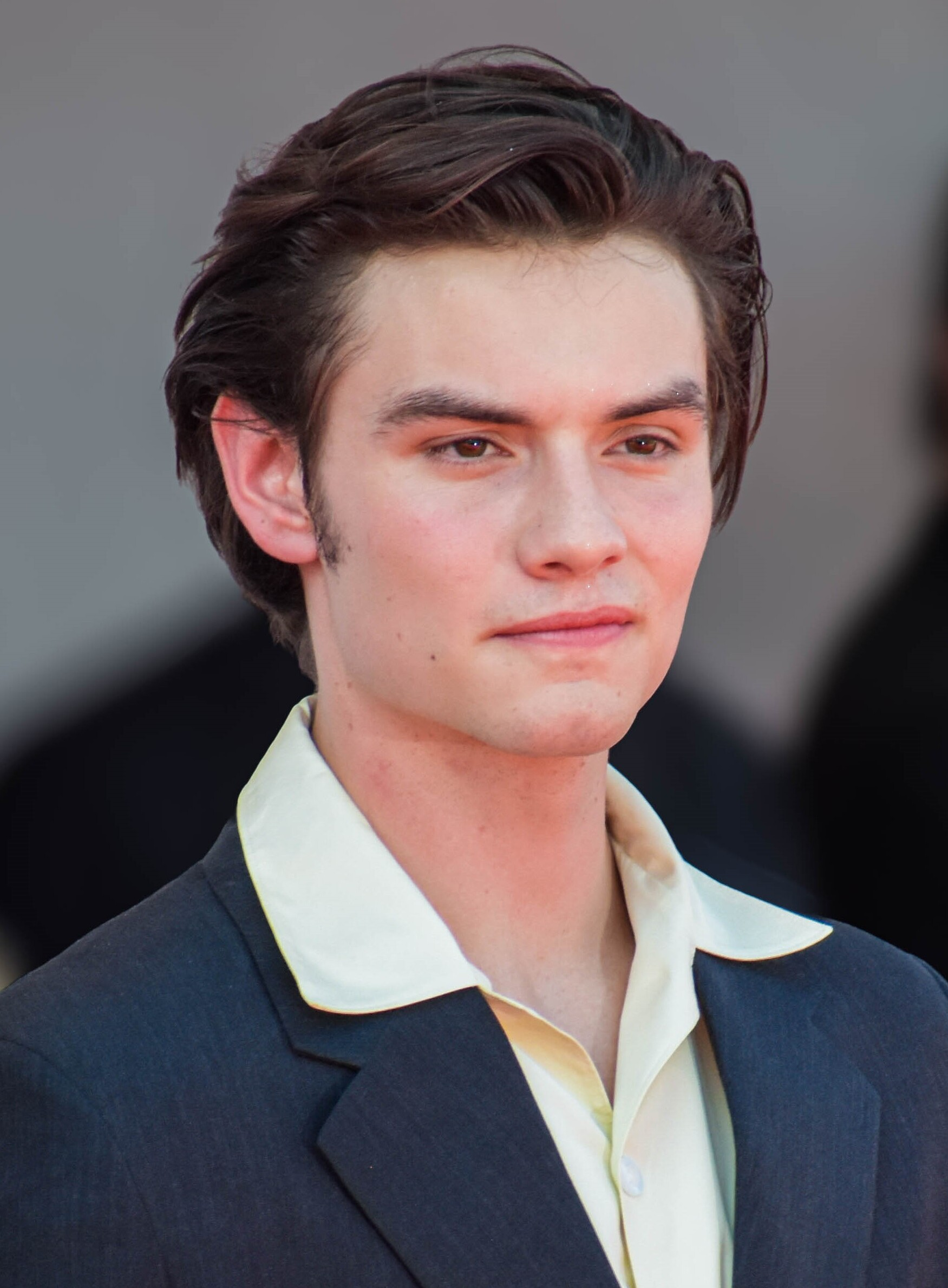
Louis Partridge beim Filmfestival von Venedig 2024

Louis Partridge (* 3. Juni 2003 in Wandsworth, London) ist ein britischer Schauspieler. Bekanntheit erlangte er durch seine Rolle in der 3. Staffel der Serie Die Medici und 2020 als Lord Tewksbury in Enola Holmes.

## Leben und Karriere
Partridge wurde am 3. Juni 2003 in Wandsworth geboren. Er besuchte die Dulwich Preparatory School und spielte Rugby im Battersea Ironsides Sports Club. Anschließend besuchte er die Alleyn’s School. Er schloss seine A-Levels im Jahr 2021 in Französisch, Englisch und Filmwissenschaften ab.
Sein Schauspieldebüt gab Partridge 2014 in dem Kurzfilm Beneath Water. Später spielte er zunächst kleinere Rollen in den Filmen Pan (2015) und Paddington 2 (2017) und der Fernsehserie Die Medici (2019). Internationale Bekanntheit erlangte er 2020 als Lord Tewkesbury in Enola Holmes. Diese Rolle spielte er 2022 erneut in Enola Holmes 2. Ebenfalls 2022 spielte er die Rolle des Peter Pan in The Lost Girls.
Im Jahr 2024 hatte Partridge einen Cameo-Auftritt in Argylle als jüngere Version der von Henry Cavill gespielten Titelfigur.
Seit Ende 2023 ist er mit der Sängerin Olivia Rodrigo liiert.

## Filmografie

### Film
- 2017: Paddington 2
- 2020: Enola Holmes
- 2022: The Lost Girls
- 2022: Enola Holmes 2
- 2024: Argylle

### Fernsehen
- 2019: Medici
- 2022: Pistol
- 2024: Disclaimer (Miniserie)